# アイム・ノット・イン・ラヴ
「アイム・ノット・イン・ラヴ」（英: I'm Not in Love）は、イギリスのバンド10ccの楽曲。メンバーのエリック・スチュワートとグレアム・グールドマンの作品で、発表された1975年以来多くのアーティストにカヴァーされ続けている、1970年代を代表する名曲の一つである。
1975年にリリースされた、全英チャート4位、全米チャート15位.を記録したアルバム『オリジナル・サウンドトラック』の2曲目に収録されており、ショートカット・ヴァージョンとしてシングル・リリースされた（イギリス版のシングルはフル・ヴァージョン）。日本版CDの『オリジナル・サウンドトラック』ではシングル・リリース版の「アイム・ノット・イン・ラヴ」も、ボーナストラックに収録されている。イギリスでは全英シングルチャートで1975年6月22日から2週にわたって1位、アメリカでは1975年5月17日に「ビルボード」のシングルチャート84位で初登場し、1975年7月26日から3週にわたって2位を記録した。また、1975年のイギリスのアイヴァー・ノヴェロ賞の最優秀楽曲賞を受賞している。日本では出光興産のエンジンオイル「アポロイル・ベスト」、日産自動車の「スカイライン」、味の素のクノールPota 濃厚ポタージュ、麒麟麦酒のブラウマイスタービールなどのCMソングに使用されたことでも知られている。

## オリジナル

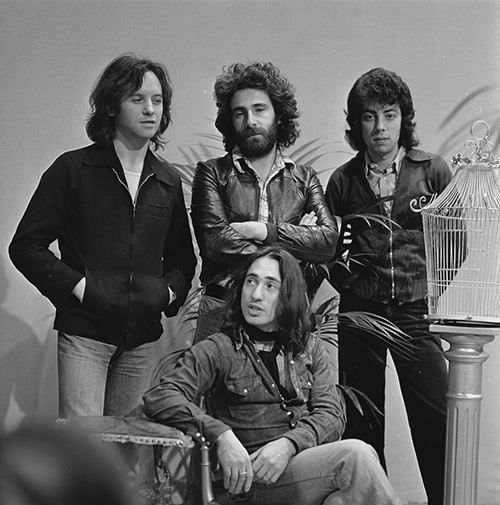
1974年に撮影された10cc。左上から時計回りに、エリック・スチュワート、ケヴィン・ゴドレイ、グレアム・グールドマン、ロル・クレーム。

「アイム・ノット・イン・ラヴ」はエリック・スチュワートの詞を基に、グレアム・グールドマンが曲を付け書き上げた曲である。壮大なバックコーラス（「マルチトラック・ヴォイス」）などの革新的な構成要素で知られている。エリックは妻グロリアに「なぜもっと愛してるって言ってくれないの」と問われてこの詞を思いついたという。もともとはボサノヴァ風の曲調だったが、メンバーのケヴィン・ゴドレイがスローテンポな曲にすることを提案し、さらにロル・クレームが重厚なコーラスを採用することを思いついた。
エリック・スチュワートはBBCのインタビューで、当初はボサノヴァ風だった「アイム・ノット・イン・ラヴ」を、ケヴィン・ゴドレイとロル・クレームが「つまらん」と一蹴した。そして『オリジナル・サウンドトラック』の収録曲「パリの一夜」のレコーディングを続けていたところ、スタッフが「アイム・ノット・イン・ラヴ」を口ずさんでいることに気付いたとしている。さらにスチュワートは「俺はグレアム（グールドマン）の方を見て、あの曲がウケてるぜって言ったんだ。何だかよく分からなかったけど、もう一回やってみてもいいんじゃないかと思った。そしたらさっきまでこき下ろしてたケヴィン（ゴドレイ）が思いついたんだ。『もっと違うやり方はどうだろう。曲全編を声で埋め尽くしてみないか』ってね」と語っている。
「アイム・ノット・イン・ラヴ」の極めて優美なサウンドは、エンジニアを務めたスチュワート以外の10㏄のメンバー３人のユニゾンを多重録音することによって創られている。ユニゾンが多重録音されたテープは半音ずつずらしたコード13音が16トラック分オーバー・ダビングされた。それを３人分重ね、艶やかな624人分のコーラスを収録したテープが用意された。多重録音されたテープは、主コードを含む複数のループパーツに分けられて曲に使用されている。ループパーツはミキシング・コンソールによって、キーボードの音色に似たフェーダー処理が施されている。また、曲中の「Be quiet, Big boys don't cry...」というナレーションは、「アイム・ノット・イン・ラヴ」がレコーディングされたストロベリー・スタジオの受付係キャシー・レッドファーンが担当した。1980年代イギリスのロックバンドのボーイズ・ドント・クライは、このささやくようなナレーションから名付けられたとも言われている。サンプラーが導入されるまで、10㏄はこのような多重録音されたループパーツを使用した大規模なポリフォニーで、メロトロンやバイロトロンなどの音声再生機器装置で得られるようなコーラスを録音していた。同様の手法で制作された楽曲に、ビリー・ジョエルの「素顔のままで」（1977年）がある。
1975年5月にシングル・リリースされた「アイム・ノット・イン・ラヴ」は、全英シングルチャートで1973年の「ラバー・ブレッツ」に続く、10㏄では2曲目の1位を獲得した。アメリカの「ビルボード」の全米シングルチャートでは3週間にわたる2位が最高位で、このときそれぞれの週で1位だったのは、ヴァン・マッコイ&ソウル・シティ・シンフォニーの「ザ・ハッスル」、イーグルスの「呪われた夜」、ビー・ジーズの「ジャイヴ・トーキン」だった。なお、イギリスでシングル・リリースされた「アイム・ノット・イン・ラヴ」はアルバムに収録された6分10秒のフルバージョンで、アメリカでは3分42秒にカットされたバージョンがシングル・リリースされている。
「アイム・ノット・イン・ラヴ」の成功が10㏄の評価を世界的に高めることとなった。スチュワートは、当時所属していたジョナサン・キング率いるUKレコードから、大手のフォノグラム・レコードへ移籍を計画しており、新たな契約書にサインしようとしていたところだったとしている。「アイム・ノット・イン・ラヴ」完成直後に「彼ら（フォノグラム・レコードの担当者）に電話したんだ。こっちに来て俺たちが何を成し遂げたかを耳にしてくれ、ここでこの曲を聴いてみてくれって。連中がやって来て（曲を聴かせたら）、えらく興奮した。『これは名曲だ。いくらだ、いくら欲しい？契約条件は何だ？何でもするぞ』とね。この曲のお蔭で、俺たちは5枚のアルバムを出す5年契約と結構な大金を手に入れたんだ」
1995年にリリースされたアルバム『ミラー・ミラー』には、「アイム・ノット・イン・ラヴ」のアコースティック・ヴァージョン (Acoustic Session '95) が収録されており、シングル・リリースされた。また、日本盤の『ミラー・ミラー』にはリミックス・ヴァージョン (Rework of Art Mix) も収録されている。

## カヴァー

### ウィル・トゥ・パワー
アメリカのバンドであるウィル・トゥ・パワーが、1990年にアルバム『ジャーニー・ホーム』で「アイム・ノット・イン・ラヴ」をカヴァーし、最初のシングルとしてリリースした。アメリカとカナダのシングル・チャートで、7位になっている。
| チャート (1990年 - 1991年)     | 最高位 |
| ------------------------------ | ------ |
| オーストラリア ARIA Charts     | 38位   |
| カナダ RPM Top Singles         | 7位    |
| カナダ RPM Adult Contemporary  | 3位    |
| ドイツ Germany Singles Top 100 | 48位   |
| アイルランド IRMA              | 27位   |
| ニュージーランド RIANZ         | 15位   |
| ノルウェイ VG-lista            | 8位    |
| イギリス UK Singles Chart      | 29位   |
| アメリカ Billboard Hot 100     | 7位    |
| アメリカ Adult Contemporary    | 4位    |

### オリーヴ
イギリスのトリップ・ホップバンドのオリーヴの2枚目のアルバム『en:Trickle』に「アイム・ノット・イン・ラヴ」のカヴァーが収録されている。ドラムンベースを多用するアレンジで、女性ヴォーカルのルース＝アン・ボイルがアップビートのエレクトロニック・ダンス・ミュージックに仕上げている。
シングルリリース版では、さらにダンス・ミュージックを強調するアレンジがなされた。全米の多くのナイトクラブでプレイされ、2000年7月1日の「ビルボード」のダンス・ミュージックチャートで1位を獲得し、ラジオのダンス・ミュージックチャート（ダンス/ミックス・ショー・エアプレイ）でも1位を記録している。

### その他のカヴァー
1970年代
- ポール・モーリア・グランド・オーケストラ（1975年）
- カラベリ（1975年）
- トップ・オブ・ザ・ポッパーズ（英語版）（1975年）
- ダナ・ローズマリー・スカロン（英語版）（1976年）
- スタンリー・タレンタイン（1976年）
- リッチー・ヘブンス（1976年）
- ディー・ディー・シャープ（英語版）（1976年）
- ペトゥラ・クラーク（1978年）

1980年代
- ブラザーフッド・オブ・マン（英語版）（1980年）

- ポール・ニコラス（英語版）（1986年）
- ジョニー・ローガン（1987年）
- リチャード・クレイダーマン（1988年）

1990年代
- プリテンダーズ（1993年）
- ジョン・オバニオン（1995年）
- レッド・レッド・ミート（英語版）（1995年）
- アウトレイジャス・チェリー（英語版）（1996年）
- デニ・ハインズ（英語版）（1998年）
- BBバンド（1999年）
- ファン・ラヴィン・クリミナルズ（英語版）（1999年）

2000年代以降
- クリス・スタンリング（英語版）（2000年）
- Geb.el（2000年）
- グランダディ（2000年）
- 吉澤はじめ（2001年）
- トーリ・エイモス（2001年）
- ダニー・オズモンド（2002年）
- リック・スプリングフィールド（2005年）
- ウルトラビート（英語版）（2006年）
- ラズロー・ベイン（英語版）（2007年）
- クィーン・ラティファ（2007年）
- テックス・パーキンス（英語版）（2008年）
- スーザン・ウォン（2009年）
- ボビー・キンボール（2010年）
- ジョー・ブラウン（英語版）（2012年）
- ネクター（英語版） & リック・ウェイクマン（2012年）
- ダイアナ・クラール（2014年）
- ジュリア・フォーダム（2014年）[28]